# Meridià 48 a l'oest
El meridià 48 a l'oest de Greenwich és una línia de longitud que s'estén des del pol Nord travessant l'oceà Àrtic, Groenlàndia, Amèrica del Sud, l'oceà Atlàntic, l'oceà Antàrtic, i l'Antàrtida fins al pol Sud.
El meridià 48 a l'oest forma un cercle màxim amb el meridià 132 a l'est. Com tots els altres meridians, la seva longitud correspon a una semicircumferència terrestre, uns 20.003,932 km. Al nivell de l'Equador, és a una distància del meridià de Greenwich de 5.343 km.

## De Pol a Pol
Començant en el pol Nord i dirigint-se cap al pol Sud, aquest meridià travessa:
| Coordenades                             | País, territori o mar | Notes |
| --------------------------------------- | --------------------- | --- |
| 90° 0′ N, 48° 0′ O / 90.000°N,48.000°O  | Oceà Àrtic            | |
| 83° 41′ N, 48° 0′ O / 83.683°N,48.000°O | Mar de Lincoln        | |
| 82° 53′ N, 48° 0′ O / 82.883°N,48.000°O | Groenlàndia           | Illa John Murray |
| 82° 46′ N, 48° 0′ O / 82.767°N,48.000°O | Oceà Àrtic            | |
| 82° 30′ N, 48° 0′ O / 82.500°N,48.000°O | Fiord Victòria        | |
| 82° 17′ N, 48° 0′ O / 82.283°N,48.000°O | Groenlàndia           | |
| 60° 41′ S, 48° 0′ O / 60.683°S,48.000°O | Oceà Atlàntic         | |
| 0° 43′ S, 48° 0′ O / 0.717°S,48.000°O   | Brasil                | Pará Maranhão — des de 4° 45′ S, 48° 0′ O / 4.750°S,48.000°O estat de Tocantins — des de 5° 14′ S, 48° 0′ O / 5.233°S,48.000°O estat de Goiás — des de 13° 15′ S, 48° 0′ O / 13.250°S,48.000°O Districte Federal del Brasil — des de 15° 30′ S, 48° 0′ O / 15.500°S,48.000°O, passa a l'oest de Brasília (a 15° 47′ S, 47° 54′ O / 15.783°S,47.900°O) Goiás — des de 16° 2′ S, 48° 0′ O / 16.033°S,48.000°O Minas Gerais — des de 18° 27′ S, 48° 0′ O / 18.450°S,48.000°O São Paulo — des de 20° 5′ S, 48° 0′ O / 20.083°S,48.000°O |
| 25° 13′ S, 48° 0′ O / 25.217°S,48.000°O | Oceà Atlàntic         | |
| 60° 0′ S, 48° 0′ O / 60.000°S,48.000°O  | Oceà Antàrtic         | |
| 72° 32′ S, 48° 0′ O / 72.533°S,48.000°O | Antàrtida             | Antàrtida Argentina, reclamat per Argentina · Territori Antàrtic Britànic, reclamat per Regne Unit |